# Alte Burg (Nettersheim)

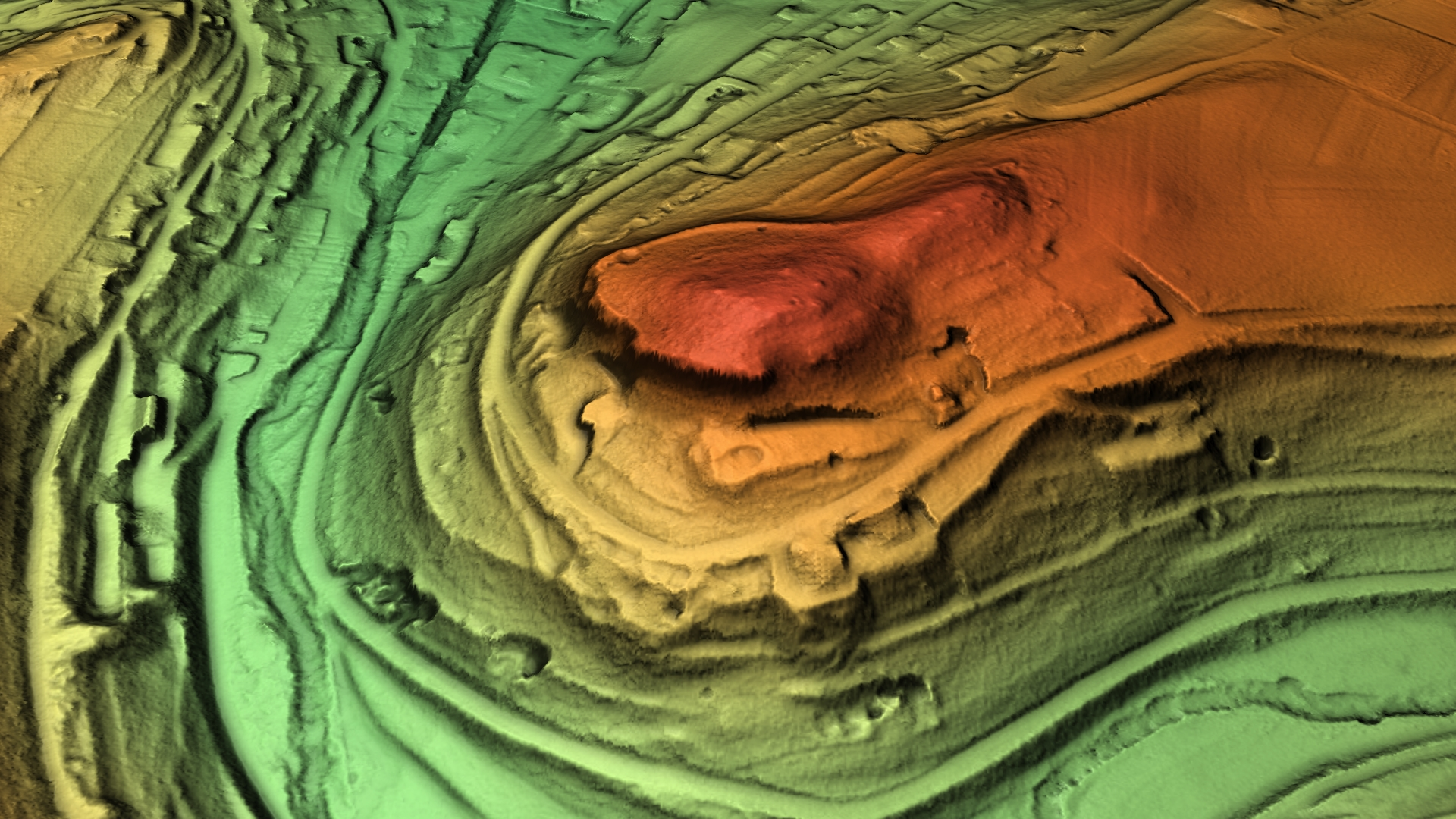
3D-Ansicht des digitalen Geländemodells

Alte Burg ist die Bezeichnung einer abgegangenen Spornburg auf einem Bergsporn in der Gemeinde Nettersheim, Kreis Euskirchen, Nordrhein-Westfalen.
Von der ehemaligen Burg sind heute nur noch zwei bewaldete und von Wochenendhausbebauung umgebene Hügel vorhanden. Die übriggebliebenen Reste von Bruchstein sind im Wald fast nicht mehr zu sehen. In der Tranchotkarte von etwa 1809 ist noch ein im Grundriss leicht gebogenes Gebäude mit der Bezeichnung „Alt Burg“ eingezeichnet.